# Hypersonische snelheid

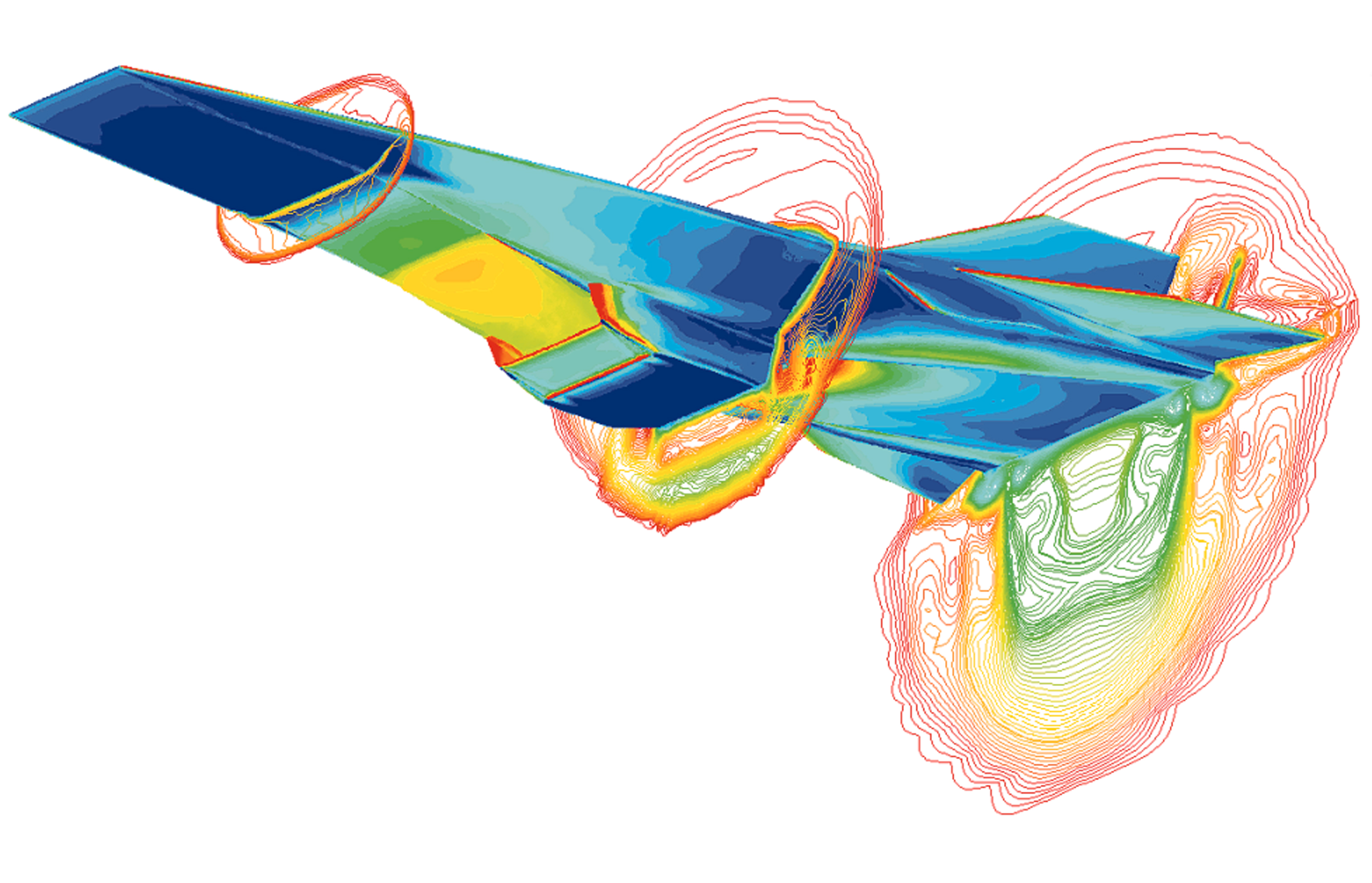
NASA X-43 bij Mach 7

Met een hypersonische snelheid bedoelt men in het algemeen een snelheid vanaf vijf keer zo snel als het geluid door lucht  (mach 5). Het komt voor dat andere (lagere) snelheden ook hypersonisch genoemd worden. Er wordt geen barrière doorbroken wanneer men van supersonisch naar hypersonisch gaat en de natuurkundige wetten blijven hetzelfde. 
Wel gaan bij deze hoge snelheden zich verschijnselen voordoen die normaal gesproken niet aan de orde zijn. Per object verschilt dit. Dit komt onder andere door de verhitting aan de buitenzijde van het object.
Vliegtuigen die hypersonisch kunnen vliegen zijn de NASA-spaceshuttle, de Boeing X-51, de X-15, en de X-43A-scramjet. Ook zijn er hypersonische vliegtuigen en raketten die bedoeld zijn om voor derden materialen en technieken onder een hypersonisch regime te testen. Hieronder zijn de Stratolaunch Talon A en de Rocket Lab HASTE.
Voorbeeld van een hypersonisch raketwapen:
- VS: Long-Range Hypersonic Weapon (LRHW), ook genoemd Dark Eagle hypersonic missile